# Кубок Латвії з футболу 2019
Кубок Латвії з футболу 2019 — 25-й розіграш кубкового футбольного турніру в Латвії. Титул здобув РФШ.

## Календар
| Раунд        | Дата                      | Матчі | Клуби   |
| ------------ | ------------------------- | ----- | ------- |
| Перший раунд | 22-31 травня 2019         | 8     | 45 → 37 |
| Другий раунд | 12-21 червня 2019         | 14    | 37 → 23 |
| Третій раунд | 21-30 червня 2019         | 7     | 23 → 16 |
| 1/8 фіналу   | 13-17 липня 2019          | 8     | 16 → 8  |
| 1/4 фіналу   | 4 серпня - 1 вересня 2019 | 4     | 8 → 4   |
| 1/2 фіналу   | 25-26 вересня 2019        | 2     | 4 → 2   |
| Фінал        | 26 жовтня 2019            | 1     | 2 → 1   |

## 1/8 фіналу
| Команда 1            | Рахунок | Команда 2     |
| -------------------- | ------- | ------------- |
| 13 липня 2019        |         |               |
| ЮДФШ Албертс (2)     | 0:1     | Карамба (3)   |
| 14 липня 2019        |         |               |
| Тукумс 2000 (2)      | 4:1     | Вентспілс     |
| Смілтене (2)         | 0:4     | Лієпая        |
| Валмієра             | 1:2     | РФШ           |
| Супер-Нова (2)       | 0:6     | Рига          |
| 15 липня 2019        |         |               |
| Спартакс (Юрмала)    | 0:1     | Даугавпілс    |
| Єлгава               | 1:0     | МЕТТА/ЛУ      |
| 17 липня 2019        |         |               |
| Кароста (Лієпая) (3) | 4:1     | Карго/ДФА (3) |

## 1/4 фіналу
| Команда 1      | Рахунок      | Команда 2            |
| -------------- | ------------ | -------------------- |
| 4 серпня 2019  |              |                      |
| Карамба (3)    | 1:1 пен. 3:4 | Кароста (Лієпая) (3) |
| 21 серпня 2019 |              |                      |
| Лієпая         | 1:2          | РФШ                  |
| Даугавпілс     | 1:2          | Єлгава               |
| 1 вересня 2019 |              |                      |
| Рига           | 4:0          | Тукумс 2000 (2)      |

## 1/2 фіналу
| Команда 1            | Рахунок | Команда 2 |
| -------------------- | ------- | --------- |
| 25 вересня 2019      |         |           |
| Кароста (Лієпая) (3) | 0:5     | Єлгава    |
| 26 вересня 2019      |         |           |
| РФШ                  | 3:1     | Рига      |

## Фінал
| 26 жовтня 2019 14:20 (EEST) |

| РФШ                                       | 3:2 дч   | Єлгава                      |
| ----------------------------------------- | -------- | --------------------------- |
| Минкевич 6' (аг) Лемаїч 45' Шимкович 102' | Протокол | Хвойніцкіс 52' Минкевич 53' |

| Земгальський олімпійський центр, Єлгава Глядачів: 1 200 Арбітр: Александрс Голубевс |

| РФШ | Єлгава |